# Passeport tongien
Le passeport tongien est un document de voyage international délivré aux ressortissants tongiens, et qui peut aussi servir de preuve de la citoyenneté tongienne. 